# Seututie 679
Pour les articles homonymes, voir Route 679.
La route régionale 679 (finnois : Seututie 679) est une route régionale allant de Långåminne à Malax jusqu'à Malax en Finlande,,.

## Présentation
La seututie 679 est une route régionale d'Ostrobotnie.